# Madeleine Rose Volpato
Madeleine Rose Volpato (en italien : Maddalena Rosa Volpato), en religion Madeleine de Sainte-Thérèse de l'Enfant-Jésus, née le 24 juillet 1918 à Zero Branco et morte le 28 mai 1946 à Venise, est une religieuse catholique italienne de la congrégation des filles de l'Église, déclarée vénérable par le pape François le 24 janvier 2024.

## Biographie
Madeleine Rose Volpato naît en 1918 dans une famille chrétienne d'agriculteurs. Elle est la huitième enfant d'une fratrie de neuf.
Vers l'âge de quatorze ans, elle se pose la question d'une vocation religieuse. Elle demande et obtient la permission de ses parents de rejoindre l’Institut des Sœurs dominicaines à Trévise. Elle y reste pendant trois ans. À l'âge de dix-huit ans, elle décide de rejoindre les tertiaires carmélites de Sainte-Thérèse à Florence, mais elle en ressort quelques mois plus tard pour des raisons de santé. De retour dans sa famille elle vit comme laïque consacrée.
En 1943, elle entre à la congrégation des filles de l'Église, établie cinq ans plus tôt. Elle y est accueillie par la fondatrice Oliva Bonaldo. En 1944, elle y devient novice et reçoit le nom de « Madeleine de Sainte-Thérèse de l'Enfant-Jésus », en l'honneur de sainte Thérèse de l'Enfant-Jésus et comme modèle à suivre.
Le 18 janvier 1945, au premier jour de la semaine de prière pour l'unité des chrétiens, dans l'église Saint-Julien à Venise elle fait le vœu d'offrir sa vie « pour l'union des frères séparés », puis va trouver la mère supérieure Oliva Bonaldo pour lui demander à genoux la permission d'offrir sa vie pour l'unité de l'Église, estimant que pour ce but il fallait prier et souffrir jusqu'à donner même sa vie.
Le 25 janvier 1945, elle doit être alitée en raison d'importantes douleurs à la colonne vertébrale. On lui diagnostique à ce moment-là un abcès osseux de la cinquième vertèbre cervicale (maladie de Pott), source de ses douleurs depuis des années. Elle est hospitalisée à Venise où elle supporte sa douloureuse maladie avec sérénité, renouvelant sans cesse son offre d'unité chrétienne déclarant que « La souffrance acceptée avec amour a une grande valeur pour la Sainte Église ».
Le 18 mai 1945, elle est autorisée par le patriarche de Venise Adeodato Giovanni Piazza à faire, sur son lit d'hôpital, sa profession religieuse chez les filles de l'Église.
Le 26 mai 1946, elle reçoit l'onction des malades et décède le 28 mai à l'hôpital du Lido de Venise, à l’âge de vingt-sept ans. Elle est inhumée dans le caveau familial au cimetière Sant’Alberto de Zero Branco.

## Reconnaissance par l'Église
Le 22 mai 1968, le cardinal Giovanni Urbani ouvre le procès de béatification de Madeleine Rose Volpato. Le 24 janvier 2024, le pape François au cours de la semaine de prière pour l'unité des chrétiens, autorise le dicastère pour les causes des Saints à promulguer le décret concernant les vertus héroïques de Madeleine de Sainte-Thérèse de l'Enfant-Jésus, la reconnaissant comme vénérable.

## References
1. 1 2  (it) « Venerabile, 24-01-2024 », sur www.causesanti.va (consulté le 26 février 2024)
2. 1 2 3  (en) « Maddalena Volpato », sur figliedellachiesa.org (consulté le 26 février 2024)
3. ↑  (it) « Maddalena di Santa Teresa di Gesù Bambino (Volpato) », sur Dicastère pour les causes des Saints (consulté le 28 février 2024)
4. ↑  « Madeleine Volpato, une vie offerte pour l’unité des chrétiens », sur notrehistoireavecmarie.com (consulté le 29 février 2024)
5. ↑  « Le Pape approuve plusieurs décrets: Marie-Léonie Paradis sera canonisée », Vatican News,‎ 24 janvier 2024 (lire en ligne, consulté le 28 février 2024)
6. ↑  « Vénérable Maddalena Rosa Volpato », sur Nominis (consulté le 28 février 2024)
7. ↑  (it) « Venerabile Maddalena di Santa Teresa di Gesù Bambino (Rosa Volpato) », sur Santiebeati.it (consulté le 28 février 2024)
8. ↑  (en) « Promulgation of Decrees », L'Osservatore Romano,‎ 26 janvier 2024 (lire en ligne, consulté le 28 février 2024)
9. ↑  (it) « Decreti pubblicati nel 2024 », sur www.causesanti.va (consulté le 28 février 2024)